# Épervier à gorge rayée
Accipiter ventralis
Espèce
Statut de conservation UICN

 LC  : Préoccupation mineure
Statut CITES
L'Épervier à gorge rayée (Accipiter ventralis) ou Autour à gorge rayée, est une espèce d'oiseau de la famille des Accipitridae. Toutefois, dans les classifications phylogéniques, cette espèce est considérée comme une sous-espèce d'Accipiter striatus.